# World Games/Kunstradfahren
Die World Games sind alle vier Jahre ein wichtiges Ereignis für die nichtolympischen Sportarten. Die Spiele werden von der International World Games Association – IWGA ausgerichtet. Kunstradfahren war bisher nur einmal im Programm der World Games vertreten, nämlich 1989 in Karlsruhe.

## World Games 1989
Die 3. World Games wurden vom 20. bis 30. Juli 1989 im deutschen Karlsruhe ausgetragen.
| Disziplin           | Gold                              | Silber                                | Bronze                           |
| ------------------- | --------------------------------- | ------------------------------------- | -------------------------------- |
| 1er Kunstrad Männer | Harry Bodmer                      | Roland Fleisch                        | Hermann Martens                  |
| 1er Kunstrad Frauen | Heike Marklein                    | Jana Horachkova                       | Marianne Martens                 |
| 2er Kunstrad Männer | Andreas Weil & Sascha Weil        | Jürgen Girschwiler & Andreas Jeker    | Markus Bachmann & Dietmar Entner |
| 2er Kunstrad Frauen | Carmen Carvalho & Ivonne Carvalho | Edita Jelinkova & Lenka Kosova        | Martina Heimpel & Hildegard Wahl |
| 2er Radball         | Jürgen King & Werner King         | Miroslav Berger & Miroslav Kratochvil | Martin Zinser & Peter Kern       |